# 空中巴士A400M

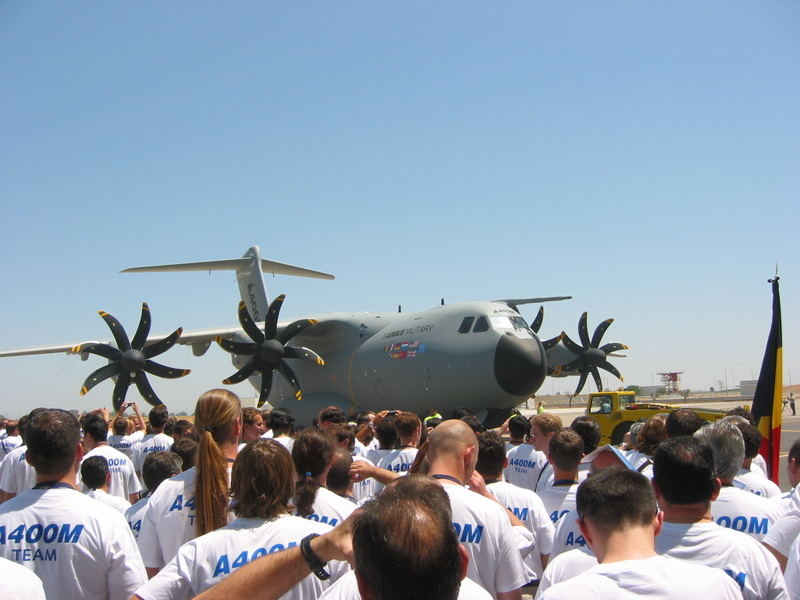
2008年6月26日，A400M在西班牙塞維亞進行首度公開展示。

以巴黎為起飛點，A400M所能抵達的航程示意圖。其中紅圈為酬載30噸負載時的可及航程範圍，綠圈則為20噸負載時的狀況。

空中巴士A400M（英語：Airbus A400M）是一款四渦輪旋槳發動機飛機，由空中巴士所設計，用以滿足歐洲國家對軍用運輸機的需求，它兼顾了战略与战术运输机的性能与成本。自計劃正式執行以來，計有南非，智利及馬來西亞等三個歐洲以外的國家訂購。該機於2009年12月11日在西班牙西南部城市塞维利亚首次試飛。
此项目是欧洲最大的军事合作项目，法国、德国、英国、西班牙等7个欧洲国家投入了近200亿欧元的研发资金，原计划取代老旧的运输机，包括德法Transall C-160及美國洛克希德·马丁C-130大力士運輸機。然而研发过程困难重重，未能按照原定的计划交付并且飞机造价高昂，空中客车公司一度考虑要取消这个计划。到2009年时，这个项目超支50亿欧元，2003年估计每架飞机的价格为8,000万美元而2009年时已经变成至少1.2至1.3亿美元。从原先计划的2009年开始交付用户一拖再拖，直到2013年8月1日法国空军才接收了第一架A400M。

## 研發背景
早在1982年，法國航太、英國航太、德國梅塞施密特-伯尔科-布洛姆与美国洛克希德就组成联合工作小组，准备研制用于替换C-130、VC10以及C-160军用运输机的新型运输机，这种新型飞机被称作「未来国际军用运输机」（Future International Military Airlifter, FIMA）。从一开始联合工作小组就發現对FIMA的性能指标产生了一定分歧，英法两国希望研制载重29.5吨，能在915米跑道上起飞的较大涡轮风扇运输机。德国本來是希望研制能将20吨货物运送至2,000公里外機場的小型經濟性涡轮螺旋桨运输机，而美国则希望研制能在460米野战道上起飞，具配強力引擎的短距离战术运输机。1987年意大利以及西班牙也都双双加入了这个计划，而欧美多方更对FIMA的分歧也越来越大。後來虽然曾经计划发展轻型与重型两种不同规格的飞机以試圖满足不同的需要，两年后洛克希德公司还是选择退出，變成歐洲人自己進行研發。部分原因是因为美国已经拥有多种战略运输机，并且正在研制具有战略运输机运输能力而又能在野战跑道上起降的波音C-17环球霸王III，相比之下美国更需要一种替代C-130更加接近战场的战术运输机，因此選擇提早離開。
由於剩下的原始5家公司都屬於欧洲，因此又组成了欧洲未来大型军用运输机合作体（EUROPean Future Large Aircraft Group, Europflag），以继续原先制造运输机的计划，原来的未来国际军用运输机也因此变成了未来大型军用运输机（Future Large Aircraft）並主要在歐洲軍隊裡面應用。FLA的技术指标包括：能在915米长的简易跑道上起降、载重25吨、航程4,600公里以及货舱容积要比C-130增大60%。最初计划在2005年实现首飞，每年生产33架甚至44架飞机。1993年7国政府签订了一份备忘录，正式开始了这个项目，后来意大利政府中途退出。负责研发工作的包括英国宇航公司、歐洲航空防務與太空公司（EADS）、比利时的索納卡公司（SONACA S.A.）以及土耳其航空航太工業，最后的总装则在西班牙塞维利亚的空中客车军事公司（Airbus Military）完成。

## 歷史
2003年5月，軍備合作聯合組織（法語：Organisation conjointe de coopération en matière d'armement, OCCAR）同空中客车公司签订了总计212 架飞机的供货合同，客户包括法国、德国、意大利、英国、比利时、卢森堡、土耳其和西班牙，后来意大利退出总订单量下降到180架。
2005年1月，空中客车开始为飞机切割第一块金属板。组装工作则开始于2007年，按照计划应该在2008年进行首飞，然而由于发动机未能投入使用的原因这个计划不可能实现。2008年6月26日，西班牙国王胡安·卡洛斯一世在塞维利亚主持了第一架飞机的下线仪式。而首飞时间则多次拖延，最后一直到2009年12月11日才完成了首次飞行。首飞是由代号为MSN1的飞机在塞维利亚完成，驾驶员为空中客车军事公司的首席飞行员爱德华（Edward Strongman）。飞行时间总计3小时47分，起飞时的总重量为127吨，比起官方宣布的最大起飞重量141吨少一些。飞机搭载了15吨的测试设备以及2立方米用作压舱物的水。6名成员组成的机组成员测试了MSN1号在各种条件下的飞行包线。2010年11月比利时、英国、法国、德国、卢森堡、西班牙以及土耳其又向空中客车提供了15亿欧元的贷款，不过德国以及英国将飞机订单削减至53以及22架，导致订单总数下降为170架。
随着首飞的完成，第2架、第3架飞机也陆续完成了自己的首飞。2013年3月6日，第6架同时也是第一架量产型A400M完成了自己的首飞。2010年后，A400M开始参加包括柏林航空展、英国范堡罗航展以及巴黎航空展在内的多个重要展览。在经历过寒冷天气测试、装载直升机测试、空中加油测试等多种测试之后，法国空军终于在2013年8月1日接收了第一架A400M。

## 技術
参考资料：Airbus Military specifications
基本信息
- 机组：3或4人 （2名驾驶员, 第3名操作员以及一名1装卸长)
- 容量：116名全副武装士兵或伞兵
  - 最多66副担架外加25名医护人员

性能
| 機型        | 最大載重（噸） | 貨艙長度          | 貨艙寬度         | 貨艙高度         |
| ----------- | -------------- | ----------------- | ---------------- | ---------------- |
| An-124      | 150            | 36（118英尺）     | 6.4（21英尺）    | 4.4（14英尺）    |
| C-5M        | 127.5          | 37（121英尺）     | 5.8（19英尺）    | 4.1（13英尺）    |
| An-22       | 80             | 32.7（107英尺）   | 4.44（14.6英尺） | 4.44（14.6英尺） |
| C-17        | 77.5           | 26.83（88.0英尺） | 5.49（18.0英尺） | 3.76（12.3英尺） |
| Y-20B       | 66             | 20（66英尺）      | 4（13英尺）      | 4（13英尺）      |
| Il-76MD-90A | 60             | 20（66英尺）      | 3.4（11英尺）    | 3.4（11英尺）    |
| A400M       | 37             | 17.71（58.1英尺） | 4（13英尺）      | 3.85（12.6英尺） |
| C-2         | 36             | 16（52英尺）      | 4（13英尺）      | 4（13英尺）      |
| C-390       | 26             | 18.5（61英尺）    | 3（9.8英尺）     | 3.4（11英尺）    |
| Y-9         | 20             | 16.2（53英尺）    | 3.2（10英尺）    | 2.6（8.5英尺）   |
| C-130J-30   | 19.8           | 16.76（55.0英尺） | 3.02（9.9英尺）  | 2.74（9.0英尺）  |

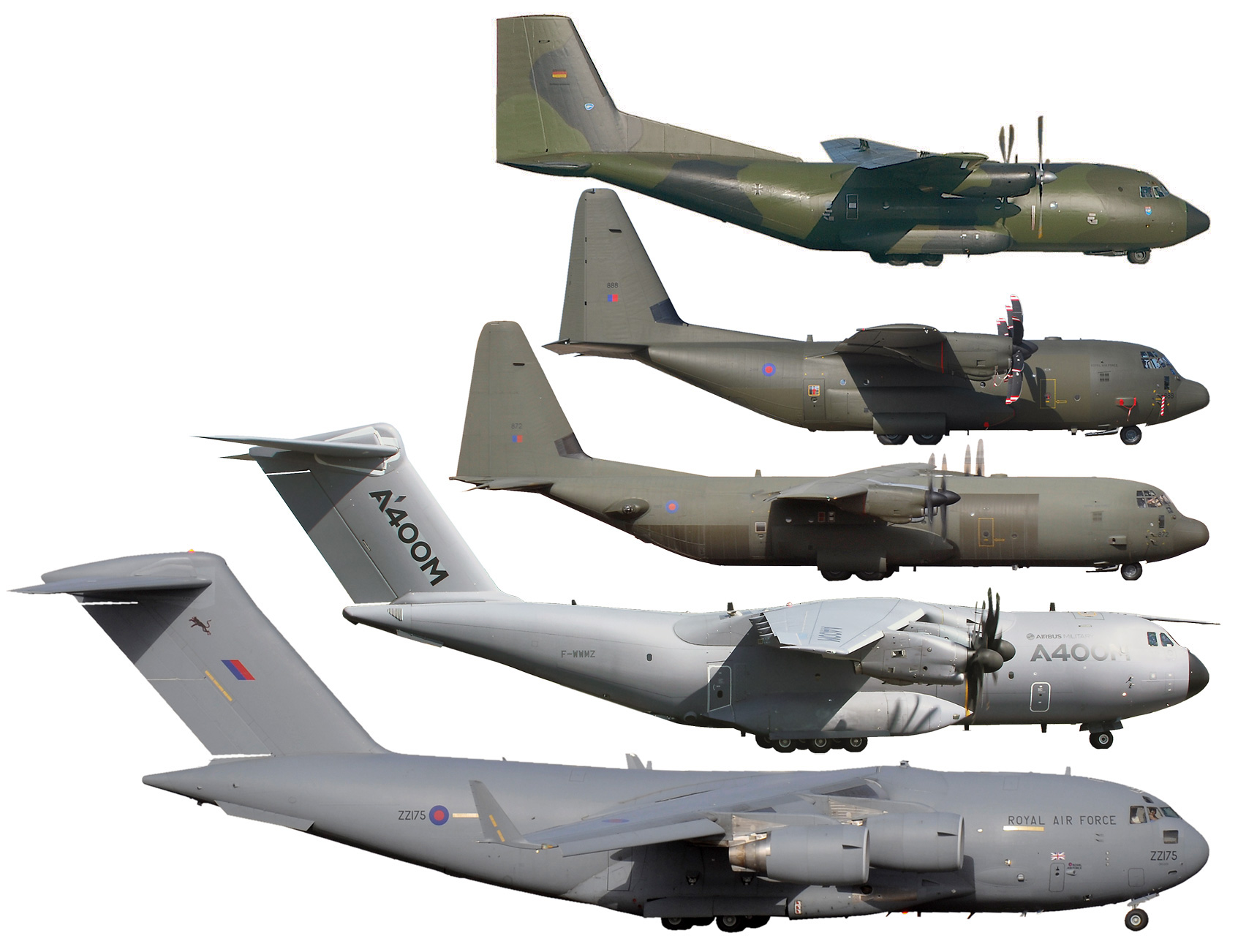
由上至下:C-160、C-130J、C-130J-30、A400M、C-17

A400M拥有许多先进的技术，根据空中客车的说法，它可以完成以前需要三架飞机才能完成的任务。例如，在飞机内部就配备有绞盘和小型的起重机可以方便货物的装卸工作。除了后舱门外，机尾侧面还开设了两个舱门，这可以增加伞兵跳伞的效率。除了可以接受空中加油外，A400M还有内置的加油管路可以为其它飞机实施空中加油。同时A400M能适应包括砂砾、石子在内的多种跑道，它可靠性也很高，每12年的维修周期停飞维修的时间只需要84天。
A400M还运用了大量碳纤维复合材料，按结构重量计算达到了35%-40%。这些复合材料是由英国的GKN公司提供的，这也是空中客车公司首次在机翼、尾翼与操纵面上大规模使用复合材料。机翼的梁架与蒙皮都使用了复合材料，而且施工工艺也运用了许多自动化技术与计算机软件辅助，举例来说最短的一段梁架人工铺设需要180小时，而采用自动化技术后只需要90分钟。A400M的货舱舱门、起落架舱门、起落架整流罩以及起落架刹车等部件也使用了复合材料，4扇起落架舱门由于使用了复合材料每扇减轻了90千克的重量。
空中客车公司在A400M上运用了许多从包括A380在内的民用飞机中发展来的技术，A400M的飞行员座舱就非常类似空中客车的民航飞机。座舱内共有2名成员，另外还给第3名操作员提供了座位以便执行特殊任务。该飞机使用空中客车民用飞机公司研发的电传操纵系统，操纵杆也同某些空中客车的民航飞机一样位于侧面而不是飞行员两腿中间。座舱内使用了同A380相同的8块6×8英寸LCD显示屏只不过布置方式有所变化，同时A400M也装备了军用级GPS定位系统、雷达告警装置、导弹告警装置、激光告警装置以及干扰弹发射器等设施，它的机翼下也可加挂额外的电子战设施。

### 货舱
同大多数运输机不同，A400M的货舱截面是近乎方形的。方形货舱的好处包括增大了有效容积、降低了地板与地面之间的距离，不过相应的代价是结构强度将会有所损失。A400M货舱长度17.71米，将舱门也算在内货舱长23.2米、地板宽度4米，高为3.85米，总体积达到了340立方米，超出C-130J型两倍。不仅如此，A400M的高度和宽度甚至超过了载重量更大的C-141以及伊留申-76。按照空中客车的说法，它的货舱可以装得下两架AH-64武装直升机或一架NH-90直升机，如果将螺旋桨等部件拆掉甚至还可以装得下CH-47。2012年，空中客车在A400M运输机上成功进行了装载一架NH-90以及EC725直升机的实验。在搭载一门M-109自行榴弹炮的情况下，它可以运输26名士兵并在倾斜的舱门上放置两个集装箱。A400M的货舱内部自带一台载重5吨的起重机和一台牵引力32吨的绞盘，货舱以及舱门的地板上也布置了各种导轨、滚棒以方便运输。
它的舱门分为上下两扇，上面的舱门向内收起，而下面的舱门向外放下可以构成一个装运货物的斜坡。舱门还可以放低角度方便货物运输，为防止飞机装卸重型货物时倾斜，飞机两侧尾部装有液压支撑设备，由於雙門式較為寬扁，也如C-17一樣有擾流板。除了这些硬件系统外，A400M还有自动计算货物重心的软件系统，在野战条件下只需要一名装卸长就可以完成装卸工作。在运送士兵时，最多116名士兵分成4排坐在货舱内。外侧两排背靠货舱壁，中间两排背靠背而坐。在投放伞兵时，A400M可以在110节至300节的速度范围内执行任务，伞兵可从舱尾的舱门或是飞机两侧的两个小舱门跳下。除了空投人员，A400M还可空投总重25吨的货物。飞机上自带了8副担架，最多时可以搭载66副北约标准担架并容纳25名陪同的医护人员。

### 空中加油
A400M在机头位置装有一根可拆卸的受油管，它的7个机翼油箱内总共可装50,500千克的燃油。而且的机翼下自带两个加油管，经过2个小时的改装A400M就可以成为一架可同时为两架飞机加油的空中加油机。机翼下的输油管道每分钟可以输送1500升燃油，飞机中央的加油管路则可以每分钟输送2250升燃油。而且根据空中客车的说法，A400M的工作范围非常广泛，既可以为低速的直升机加油，也可以为诸如F-18那样高速飞行的战斗机或者是C-130那样的大型飞机加油。

## 事故
2015年5月9日，一架A400M軍用運輸機在西班牙塞維利亞進行交貨前的測試飛行時墜毀，四個機員死亡，另外兩人重傷。

## 現役軍用運輸機貨運能力比較
| 機型        | 最大載重（噸） | 貨艙長度          | 貨艙寬度         | 貨艙高度         |
| ----------- | -------------- | ----------------- | ---------------- | ---------------- |
| An-124      | 150            | 36（118英尺）     | 6.4（21英尺）    | 4.4（14英尺）    |
| C-5M        | 127.5          | 37（121英尺）     | 5.8（19英尺）    | 4.1（13英尺）    |
| An-22       | 80             | 32.7（107英尺）   | 4.44（14.6英尺） | 4.44（14.6英尺） |
| C-17        | 77.5           | 26.83（88.0英尺） | 5.49（18.0英尺） | 3.76（12.3英尺） |
| Y-20B       | 66             | 20（66英尺）      | 4（13英尺）      | 4（13英尺）      |
| Il-76MD-90A | 60             | 20（66英尺）      | 3.4（11英尺）    | 3.4（11英尺）    |
| A400M       | 37             | 17.71（58.1英尺） | 4（13英尺）      | 3.85（12.6英尺） |
| C-2         | 36             | 16（52英尺）      | 4（13英尺）      | 4（13英尺）      |
| C-390       | 26             | 18.5（61英尺）    | 3（9.8英尺）     | 3.4（11英尺）    |
| Y-9         | 20             | 16.2（53英尺）    | 3.2（10英尺）    | 2.6（8.5英尺）   |
| C-130J-30   | 19.8           | 16.76（55.0英尺） | 3.02（9.9英尺）  | 2.74（9.0英尺）  |

## 外部連結
- Airbus Military
- OCCAR
  - A400M Countdown
- A400M history, photo gallery and technical details (EADS-CASA website)
- MachineDesign article on A400M （页面存档备份，存于）
- A400M program suppliers （页面存档备份，存于） at Airframer.com
- Airforce-Technology.com page on A400M （页面存档备份，存于）